# Генріх Реффле фон Ріхтенберг

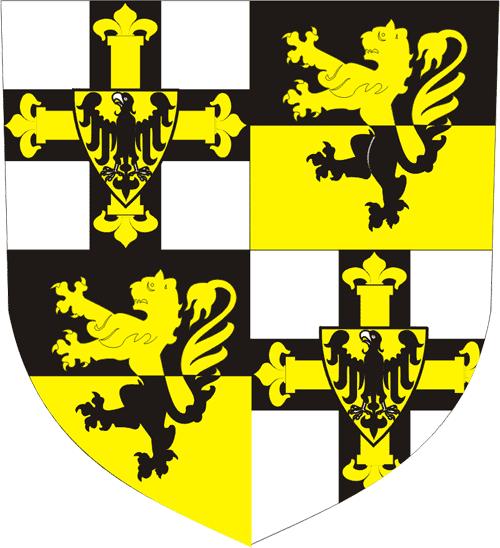
Герб Генріха Реффле фон Ріхтенберга

Генріх Реффле фон Ріхтенберг (нім. Heinrich Reffle von Richtenberg, бл. 1415– 20 лютого 1477) — 33-й великий магістр Тевтонського ордена в 1470—1477 роках.

## Життєпис
Походив зі швабського шляхетського роду Ріхтенбергів з північної долини Неккар. Його предки були міністеріалами. Народився близько 1415 року. Замолоду за прикладом старшого брата Генріха Цольра став лицарем Тевтонського ордену.
1446 року його призначено компаном (помічником) комтура Остероде. У 1448 році стає компаном великого магістра Конрада фон Ерліхсгаузена. Залишився на цій посаді за наступного великого магістра Людвіга фон Ерліхсгаузена  до 1451 року.
Не брав безпосередньої участі у Тринадцятирічній війні проти Польського королівства і Великого князівства Литовського, перебуваючи на посаді фішмайстера (слідкував за забезпеченням монастирів рибою) в Пуцигу. Близько 1467 року отримав посаду великого комтура.
У січні 1470 році після смерті великого магістра Генріха Рейсса фон Плауена став намісником Тевтонського ордена. Генеральний орденський капітул не поспішав з офіційним затвердженням Генріха Реффле фон Ріхтенберга на посаді великого магістра. Після ультиматуму польського короля і великого князя литовського Казимира IV 29 жовтня 1470 року фон Ріхтенберга було одноголосно обрано новим великим магістром Тевтонського ордену. 20 листопада 1470 року на коронному сеймі в Пйотркуві-Трибунальському Генріх Реффле фон Ріхтенберг приніс васальну присягу Казимиру IV. Водночас магістр вступив у конфлікт з Дутріхом фон Куба, єпископом Замланду, щодо здійснення самостійної торгівлі останнім.
Тим не менш великий магістр намагався позбутися залежності від Польщі. Тому таємно підтримував німецьке духівництво Вармії у протистоянні з польським королем. 1472 року уклав союз з угорським королем Матвієм I, принісши йому ленну присягу на вірність і передавши під опіку орденські володіння. Того ж року фактично підтримав єпископа Миколу фон Тунгена, що зайняв землі князівства-єпископства Вармія. 1476 року відмовився надати допомогу Польщі у боротьбі проти останнього. Навпаки спрямував війська на підтримку фон Тунгена. У 1474 році, дізнавшись про змову, захопив і ув'язнив єпископа Дітріха фон Кубу, який невдовзі помер. Це призвело до конфлікту з Папським престолом.
1477 року великий магістр підтвердив залежність від Угорщини. Помер того ж року. Новим очільником Тевтонського ордену став Мартін Трухзес фон Ветцгаузен.